# Rejon krasnoperekopski
Rejon krasnoperekopski – jednostka administracyjna wchodząca w skład Republiki Autonomicznej Krymu na Ukrainie.
Rejon utworzony w 1936. Ma powierzchnię 1231 km² i liczy około 32 tysięcy mieszkańców. Siedzibą władz rejonu jest Krasnoperekopsk.
Na terenie rejonu znajdują się 1 miejska rada i 12 silskich rad, obejmujących w sumie 38 miejscowości.